# Nykodym (Pustovhar)
Nykodym (světským jménem: Mykola Hryhorovyč Pustovhar; * 28. prosince 1980, Nosivka) je ukrajinský duchovní Ukrajinské pravoslavné církve Moskevského patriarchátu, arcibiskup ljubecký a vikář černihivské eparchie.

## Život
Narodil se 28. prosince 1980 v Nosivce.
Po střední škole č. 2 v rodném městě nastoupil na Černihivské duchovní učiliště a poté na Počajivský duchovní seminář. Roku 2002 byl přijat mezi bratry Počajivské lávry a roku 2005 přešel do monastýru Proměnění Páně v Novhorodě-Siverském, kde byl 18. prosince postřižen na monacha se jménem Nykodym na počest svatého Nikodéma.
Dne 24. března 2006 byl biskupem černihivským Amvrosijem (Polikopou) rukopoložen na jerodiákona a 2. dubna na jeromonacha. Stal se blagočinným monastýru Proměnění Páně. Dne 27. července 2007 byl jmenován představeným monastýru a 20. srpna byl povýšen na igumena.
Dne 30. dubna 2013 byl povýšen na archimandritu.
Roku 2016 dokončil Kyjevskou duchovní akademii.
Dne 6. prosince 2019 jej Svatý synod Ukrajinské pravoslavné církve zvolil biskupem ljubeckým a vikářem černihivské eparchie. Biskupská chirotonie proběhla 17. prosince 2019. Hlavním světitelem byl metropolita kyjevský a celé Ukrajiny Onufrij (Berezovskyj), který ho 17. srpna 2024 povýšil na arcibiskupa.